# اتو اشتاینهاسل
اُتو اشتاینهاسل (آلمانی: Otto Steinhäusl؛ ۱۰ مارس ۱۸۷۹ – ۲۰ ژوئن ۱۹۴۰) یک اس‌اس-اوبرفورر اتریشی، رئیس پلیس شهر وین و از سال ۱۹۳۸ تا ۱۹۴۰، رئیس اینترپُل بود.
او در جوانی و به‌طور مخفیانه به نیروهای اس‌اس اتریش پیوست. اتو اشتراسر مدعی بود که اشتاینهاسل یکی از مأموران گشتاپو بود که در ژوئیه ۱۹۳۳ سعی کردند وی را بدزدند و پس از بازگرداندن به آلمان، زندانی کنند، اما تلاش‌شان با شکست مواجه شد. پس از قتل صدراعظم اتریش انگلبرت دلفوس در ۲۵ ژوئیه ۱۹۳۴، اشتاینهاسل مقز شناخته شد و به حبس طویل‌المدت محکوم شد.